# Гладій Василь Іванович
Васи́ль Іва́нович Гладі́й (нар. 23 травня 1972, село Задубрівці, Снятинський район, Івано-Франківська область) — український політик. Народний депутат України. Член партії ВО «Батьківщина» з 2000 року.

## Освіта
Чернівецьке педагогічне училище, шкільний відділ (1987–1991), «Педагогіка та методика початкового навчання»; Прикарпатський університет імені Василя Стефаника, педагогічний факультет (1991–1994), «Педагогіка та методика початкового навчання», юридичний факультет (1994–1998), «Правознавство»; Одеський регіональний інститут державного управління Української академії державного управління при Президентові України (2001–2004), «Державне управління».
У 2016 році захистив дисертацію на здобуття наукового ступеня кандидата політичних наук.

## Кар'єра
З вересня 1994 — керівник факультативів Задубрівської середньої школи Снятинського району. З грудня 1994 — консультант оргвідділу Снятинської райдержадміністрації. З травня 1998 — заступник голови, грудень 2002–2007 — голова Снятинської райради. Листопад — грудень 2007 — т.в.о. заступника голови, з грудня 2007 — заступник голови Івано-Франківської облдержадміністрації. Листопад 2010 — грудень 2012 — перший заступник голови Івано-Франківської облради.
З 12 грудня 2012 до 27 листопада 2014 — народний депутат України від партії Всеукраїнське об'єднання «Батьківщина», обраний в одномандатному окрузі № 89. Отримав 48.58% голосів виборців. Голова підкомітету з питань державного будівництва Комітету з питань державного будівництва та місцевого самоврядування.
2015 — директор Івано-Франківської обласної дирекції АБ «Укргазбанк».
Кандидат у народні депутати від «Батьківщини» на парламентських виборах 2019 року, № 33 у списку. Перший заступник голови Івано-Франківської облради з 2015.
1998–2002, 2002–2006, 2006–2010 — депутат Снятинської районної ради. Голова Снятинської районної організації ВО «Батьківщина» (з грудня 2000), заступник голови (з травня 2005).

## Особисте життя
Українець. Батько Іван Михайлович (1949) — працівник сільського господарства; мати Ганна Михайлівна (1951) — вчитель, пенсіонер; дружина Ольга Василівна (1975) — заступник директора Івано-Франківського ЦСССДМ ; дочки Тетяна (1998) і Софія (2003).
Співавтор історико-краєзнавчого твору «Село за дібровою» (1999).
Володіє польською мовою.
Захоплюється краєзнавством та спортом.

## Нагороди
- Почесна грамота Верховної Ради України (2006).